# Olympische Sommerspiele 1968/Teilnehmer (San Marino)
| Gelbes Symbol für Goldmedaillen mit stilisierten Olympischen Ringen | Graues Symbol für Silbermedaillen mit stilisierten Olympischen Ringen | Braundes Symbol für Bronzemedaillen mit stilisierten Olympischen Ringen |
| ------------------------------------------------------------------- | --------------------------------------------------------------------- | ----------------------------------------------------------------------- |
| —                                                                   | —                                                                     | —                                                                       |

San Marino nahm an den Olympischen Sommerspielen 1968 in Mexiko-Stadt mit einer Delegation von vier Sportlern (allesamt Männer) teil.

## Teilnehmer nach Sportarten

### Radsport
- Gerard Lettoli
Straßenrennen: 60. Platz

- Enzo Frisoni
Straßenrennen: 61. Platz

### Schießen
- Leo Franciosi
Trap: 42. Platz

- Salvatore Pelliccioni
Trap: 45. Platz